# Jun Iwashita
Jun Iwashita (jap. 岩下 潤, Iwashita Jun; * 8. April 1973 in der Präfektur Shizuoka) ist ein ehemaliger japanischer Fußballspieler.

## Karriere
Iwashita erlernte das Fußballspielen in der Schulmannschaft der Tokai University Daiichi High School. Seinen ersten Vertrag unterschrieb er 1992 bei Shimizu S-Pulse. Der Verein spielte in der höchsten Liga des Landes, der J1 League. 1992 und 1993 erreichte er das Finale des J.League Cup. Für den Verein absolvierte er 36 Erstligaspiele. 1996 wechselte er zum Zweitligisten Vissel Kōbe. 1996 wurde er mit dem Verein Vizemeister der Japan Football League und stieg in die J1 League auf. 1999 wechselte er zum Drittligisten Jatco FC. Für den Verein absolvierte er 58 Spiele. Ende 2001 beendete er seine Karriere als Fußballspieler.

## Erfolge
Shimizu S-Pulse
- J.League Cup

Finalist: 1992, 1993